# Neusbril

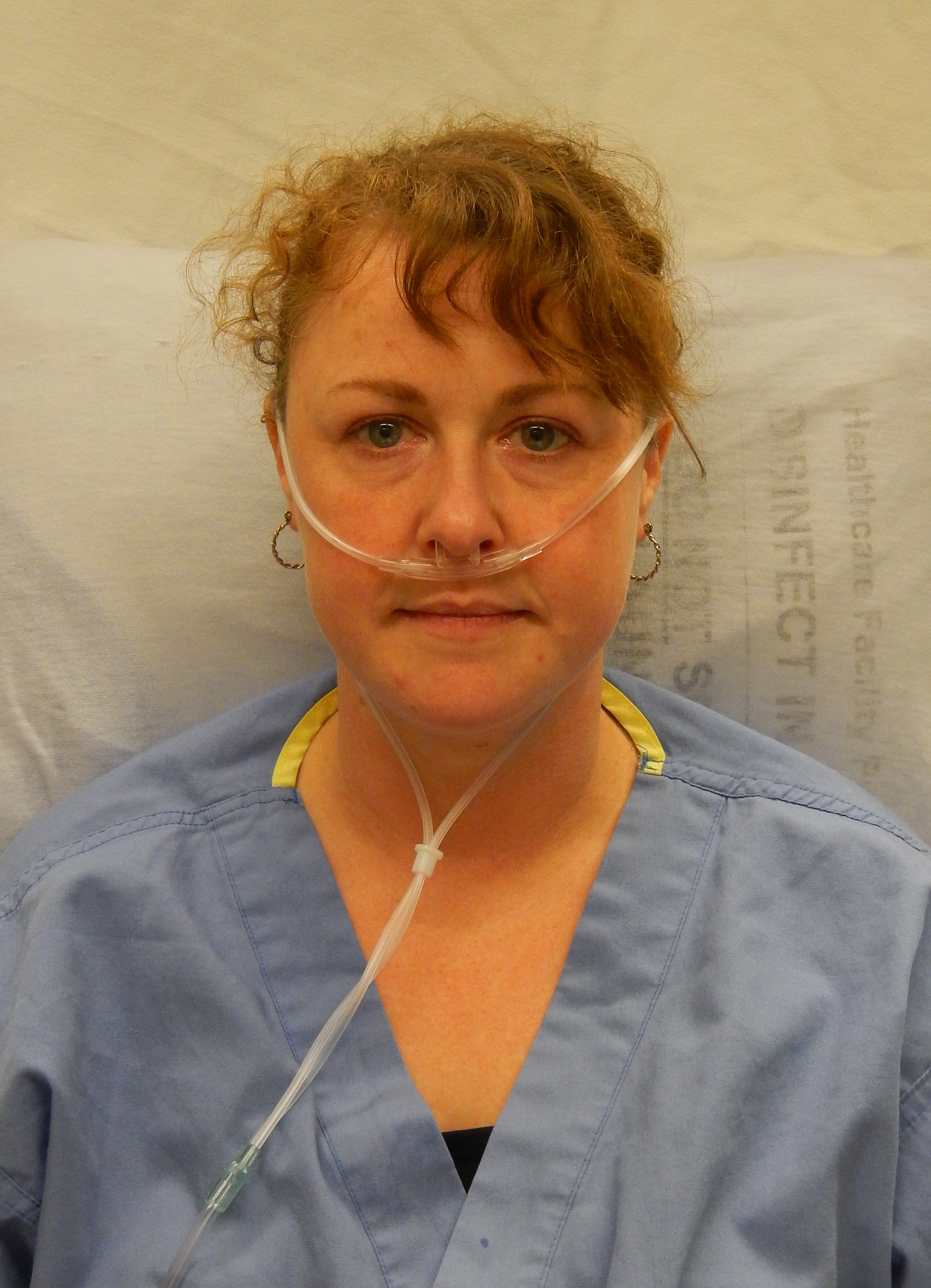
Demonstratie van een neusbril

Een neusbril is een mogelijke manier om een beademingsapparaat op een persoon aan te sluiten. De slang van een neusbril heeft een splitsing. De twee uiteinden van de slang zitten aan het eind weer aan elkaar vast, waarbij het gas wat door de slang wordt geblazen door beide uiteinden in één richting wordt gespoten. De twee korte uiteinden zijn er voor bedoeld om circa één centimeter in de neus van een patiënt te worden ingebracht. De twee slangetjes kunnen dan elk over een oor gehangen (vandaar neus-bril). Met een neusbril zal men tot maximum 4 liter zuurstof per minuut toedienen. 
De neusbril is een zogenoemd non-invasieve beademingsmethode.